# Melone giallo

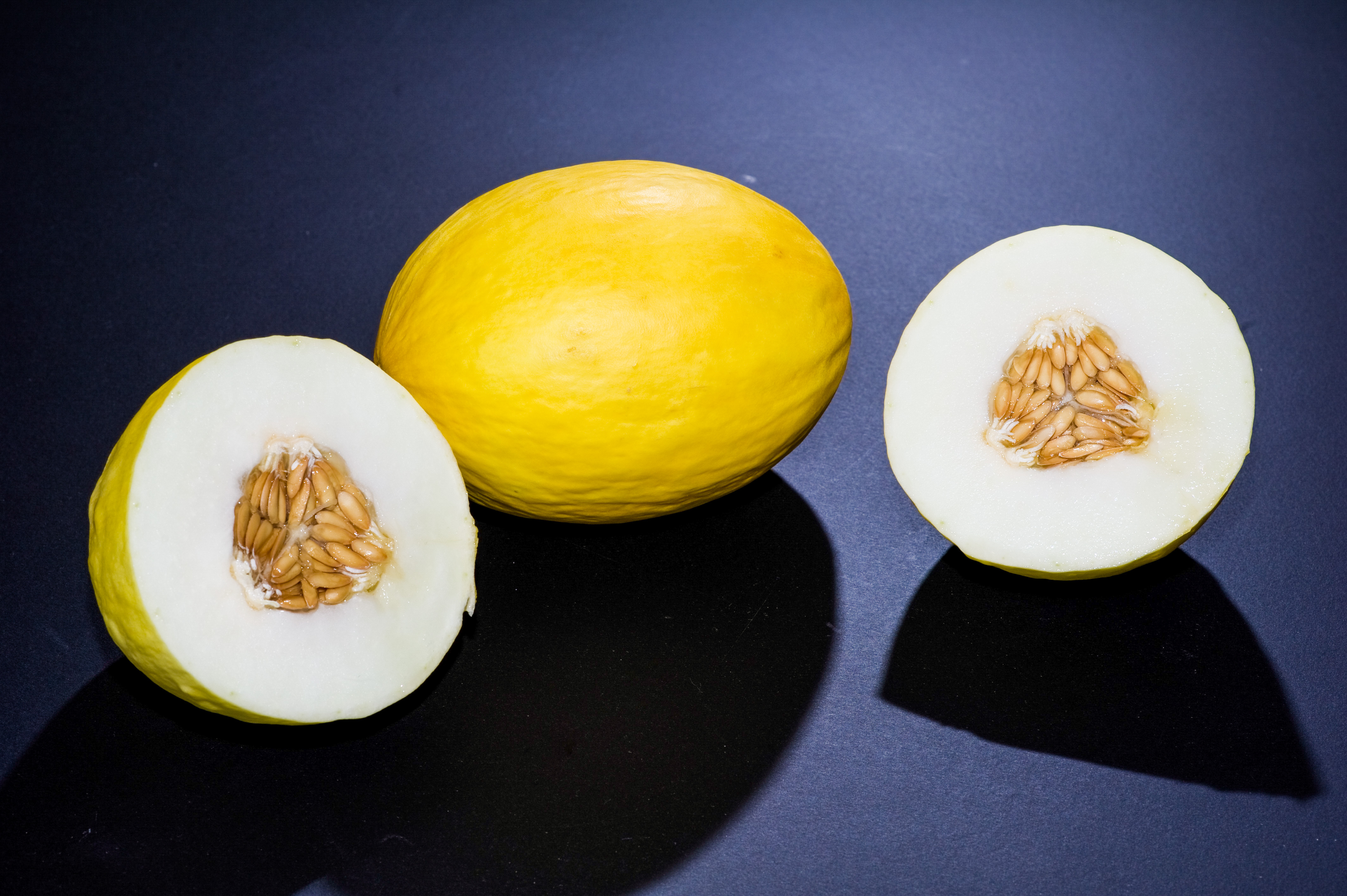
Melone giallo

Il melone giallo a volte chiamato anche melone invernale è una cultivar di melone della specie Cucumis melo, gruppo Inodorus della famiglia delle Cucurbitacee. Di forma leggermente ovale e solitamente di diametro compreso tra 15 e 22 centimetri. 
La polpa è di colore da bianco-verdastro a leggermente arancione verso la cavità dei semi. Il gambo del frutto non si stacca da solo ed è solitamente presente sul frutto.
Ogni 100 grammi di melone contiene 90 g di acqua, 9,1 g di carboidrati (di cui 8,1 g di zucchero), 0,1 g di grassi e 0,5 g di proteine.
Contiene principalmente vitamina C e vitamine B9, B6 e K. I minerali includono: potassio e magnesio presenti in quantità significative.
Questa varietà è a volte commercializzata anche con il nome di melone giallo canaria o melone delle Canarie.
In Messico viene coltivato una varietà più piccola e rotonda chiamata melone Fonzy.